# 乌云镇
乌云镇，是中华人民共和国黑龙江省伊春市嘉荫县下辖的一个乡镇级行政单位。

## 行政区划
乌云镇下辖以下地区：
乌云社区、河沿社区、乌云村、旧城村、腰屯村、河沿村、南地营子村、东南屯村、大沟口村、奋斗村、双立村、夹信子村、泉石村和宏伟村。